# フーカット県
フーカット県（フーカットけん、ベトナム語：Huyện Phù Cát / 縣符吉?）は、ベトナムビンディン省の県である。

## 行政区画
以下の1市鎮17社を管轄する。
- ゴマイ市鎮（Ngô Mây / 吳梅）
- カットチャイン社（Cát Chánh / 吉政）
- カットハイ社（Cát Hải / 吉海）
- カットハイン社（Cát Hanh / 吉行）
- カットヒエップ社（Cát Hiệp / 吉協）
- カットフン社（Cát Hưng / 吉興）
- カットカイン社（Cát Khánh / 吉慶）
- カットラム社（Cát Lâm / 吉林）
- カットミン社（Cát Minh / 吉明）
- カットニョン社（Cát Nhơn / 吉仁）
- カットソン社（Cát Sơn / 吉山）
- カットタイ社（Cát Tài / 吉才）
- カットタン社（Cát Tân / 吉新）
- カットタン社（Cát Thắng / 吉勝）
- カットタイン社（Cát Thành / 吉城）
- カットティエン社（Cát Tiến / 吉進）
- カットチン社（Cát Trinh / 吉貞）
- カットトゥオン社（Cát Tường / 吉祥）